# Елк-Рівер (Міннесота)
Елк-Рівер (англ. Elk River) — місто (англ. city) в США, в окрузі Шерберн штату Міннесота. Населення — 25 835 осіб (2020).

## Географія
Елк-Рівер розташований за координатами 45°19′56″ пн. ш. 93°34′0″ зх. д. / 45.33222° пн. ш. 93.56667° зх. д. (45.332212, -93.566528).  За даними Бюро перепису населення США в 2010 році місто мало площу 113,48 км², з яких 109,53 км² — суходіл та 3,95 км² — водойми.

## Демографія
Згідно з переписом 2010 року, у місті мешкали 22 974 особи в 8080 домогосподарствах у складі 6050 родин. Густота населення становила 202 особи/км².  Було 8542 помешкання (75/км²).
Расовий склад населення:
| - 93,4 % — білих - 1,9 % — чорних або афроамериканців - 1,7 % — азіатів - 0,4 % — корінних американців |

До двох чи більше рас належало 1,9 %. Частка іспаномовних становила 3,1 % від усіх жителів.
За віковим діапазоном населення розподілялося таким чином: 28,5 % — особи молодші 18 років, 62,2 % — особи у віці 18—64 років, 9,3 % — особи у віці 65 років та старші. Медіана віку мешканця становила 34,9 року. На 100 осіб жіночої статі у місті припадало 100,9 чоловіків;  на 100 жінок у віці від 18 років та старших — 100,1 чоловіків також старших 18 років.
Середній дохід на одне домашнє господарство  становив 89 583 долари США (медіана — 77 938), а середній дохід на одну сім'ю — 97 636 доларів (медіана — 87 527). Медіана доходів становила 57 078 доларів для чоловіків та 45 661 долар для жінок. За межею бідності перебувало 7,9 % осіб, у тому числі 11,9 % дітей у віці до 18 років та 8,9 % осіб у віці 65 років та старших.
Цивільне працевлаштоване населення становило 12 441 осіб. Основні галузі зайнятості: освіта, охорона здоров'я та соціальна допомога — 24,7 %, роздрібна торгівля — 13,9 %, виробництво — 13,7 %.

## Відомі люди
- Пол Мартін — американський хокеїст.